# Saint-Sébastien-de-Morsent
Saint-Sébastien-de-Morsent är en kommun i departementet Eure i regionen Normandie i norra Frankrike. Kommunen ligger i kantonen Évreux-Ouest som tillhör arrondissementet Évreux. År 2022 hade Saint-Sébastien-de-Morsent 5 508 invånare.

## Befolkningsutveckling
Antalet invånare i kommunen Saint-Sébastien-de-Morsent
Referens:INSEE